# Gonzalo Ibáñez (judoka)
Gonzalo Ibáñez (27 de octubre de 1978) es un deportista canadiense que compitió en judo. Ganó una medalla de plata en el Campeonato Panamericano de Judo de 2004 en la categoría de –60 kg.

## Palmarés internacional
| Campeonato Panamericano | Campeonato Panamericano       | Campeonato Panamericano | Campeonato Panamericano |
| Año                     | Lugar                         | Medalla                 | Categoría               |
| ----------------------- | ----------------------------- | ----------------------- | ----------------------- |
| 2004                    | Isla de Margarita (Venezuela) | Medalla de plata        | –60 kg                  |